# Zlati red za zasluge (Slovenija)
Zlati red za zasluge je v Republiki Sloveniji odlikovanje, ki ga podeli Predsednik Republike.
Red se podeli za zasluge, dosežene za Republiko Slovenijo na civilnem področju, diplomatsko mednarodnem področju in vojaškem oziroma varnostnem področju.
Red za zasluge se podeljuje državljanom Republike Slovenije, skupinam državljanov, pravnim osebam ter drugim organizacijam kot tudi tujim državljanom in tujim ter mednarodnim organizacijam. 
Odlikovanja po tem zakonu so redi in medalje.
Redi so:
- Red za izredne zasluge
- Zlati red za zasluge
- Srebrni red za zasluge
- Red za zasluge.

## Nosilci
- seznam nosilcev reda za zasluge Republike Slovenije